# 함응이 (연호)
함응이(베트남어: Hàm Nghi / 咸宜 함의 / 1885년 1월 ~ 9월)는 베트남 응우옌 왕조(阮朝) 함응이 황제(咸宜帝) 응우옌 푹 민(阮福明)의 연호이다.
함응이 원년(1885년), 함응이 황제는 반불파 대신들과 궁을 나가 반불운동을 전개하였다. 그리고, 그 소식을 들은 인도차이나 총독부는 함응이 황제를 폐위시킨 후 동카인 황제를 옹립하였다. 공식적으로는 10월에 함응이 연호가 중단되었지만, 반불운동하는 세력은 인도차이나 총독부가 세운 동카인 황제를 인정하지 않으면서, 비공식적으로 함응이 연호를 계속 사용하였다.

## 개원
- 끼엔푹(建福) 원년 6월 12일[1](그레고리력 1884년 8월 2일)에 연호를 함응이(咸宜)로 정하고, 다음 해 1월 1일[2](그레고리력 1885년 2월 15일)에 개원함.[3][4][5]

- 함응이(咸宜) 원년 8월 11일[6](그레고리력 1885년 9월 19일)에 연호를 동카인(同慶)으로 정하고, 다음 해 1월 1일[7](그레고리력 1886년 2월 4일)에 원년으로 개원함.[8][9][5]

- 함응이(咸宜) 원년 10월 1일[10](그레고리력 1885년 11월 7일)이후부터 동카인(同慶) 을유년(乙酉年)으로 개칭함.[11][9][5]

## 연대 대조표
| 함응이 | 서기 (西紀) | 간지 (干支) | 청나라 연호     | 일본 연호         |
| 원년   | 1885년      | 을유 (乙酉) | 광서(光緖) 11년 | 메이지(明治) 18년 |
| (2년)  | 1886년      | 병술 (丙戌) | 광서 12년       | 메이지 19년       |
| (3년)  | 1887년      | 정해 (丁亥) | 광서 13년       | 메이지 20년       |
| (4년)  | 1888년      | 무자 (戊子) | 광서 14년       | 메이지 21년       |

## 동시대 연호

### 중국
청(淸)
- 광서(光緖) (1875년 ~ 1908년)

### 일본
- 메이지(明治) (1868년 ~ 1912년)

## 같이 보기
- 베트남의 연호